# Eschscholzia palmeri
Eschscholzia palmeri är en vallmoväxtart som beskrevs av N. E. Rose. Eschscholzia palmeri ingår i släktet sömntutor, och familjen vallmoväxter. Inga underarter finns listade i Catalogue of Life.